# Девять (фильм)
«Девять» (англ. Nine) — американский музыкальный фильм (мюзикл) 2009 года, снятый на основе одноимённого бродвейского мюзикла 1982 года, который в освою очередь был основан на фильме Федерико Феллини «8½». Режиссёр — Роб Маршалл, у которого за плечами опыт съёмок мюзикла «Чикаго». В главной роли — Дэниел Дэй-Льюис, удостоенный за своё перевоплощение номинации на премию «Золотой глобус» в категории «Лучший актёр — мюзикл или комедия».

## Сюжет
Гвидо Контини (Дэниел Дэй-Льюис) — итальянский режиссёр мирового уровня. Его работы изменили кино и целый мир. И вот накануне съёмок своего очередного фильма Гвидо осознаёт, что он выдохся, и его творческая и личная жизнь увязла в кризисе среднего возраста: он не знает, о чём писать, каким будет сюжет будущей картины, получившей громкое название «Италия».
Всё, чего сейчас желает Гвидо, — покоя и тишины. Он сбегает из Рима на побережье в шикарный отель и вызывает туда свою любовницу Карлу (Пенелопа Крус), правда, поселяет её в скромном пансионате рядом с вокзалом. Между тем продюсер картины выслеживает Гвидо и привозит всю съёмочную группу фильма в отель, включая костюмера и лучшего друга Гвидо, мадам Лилли (Джуди Денч), с которой он познакомился в Фоли-Бержер, когда та делала костюмы для танцовщиц клуба. Гвидо в отчаянии — он просит совета у прибывшего из Ватикана в отель на лечение католического кардинала, который даёт ему совет снимать свои фильмы наполненными моралью и нравственностью, это моментально напоминает Гвидо о годах детства, проведённых в католической школе для мальчиков, неподалёку от которой жила любимица местных мальчишек — проститутка Сарагина (Fergie), учившая их любви.
Тем же вечером группа собирается за ужином в ресторане отеля. Неожиданно приезжает Луиза, жена Гвидо, с которой у него давно потеряны близкие отношения. К огорчению Луизы, туда же приходит и Карла. Гвидо просит её уйти, и та в расстроенных чувствах удаляется.
После безуспешной попытки помириться с женой Гвидо встречает в баре американскую журналистку из Vogue по имени Стефани (Кейт Хадсон), которая пытается его соблазнить. Но, оказавшись в номере американки, Гвидо понимает, что любит жену, и возвращается к Луизе. Их примирению мешает тревожный звонок: Карла пыталась покончить с собой. Гвидо в смятении, он не знает, что делать: он любит Луизу, но не может сейчас бросить Карлу. Лишь сон, в котором покойная мать направляет его и согревает своей любовью (Софи Лорен), даёт Гвидо долгожданные минуты покоя и счастья.
Настаёт день съёмок, но муза и звезда фильмов Гвидо, Клаудия Дженссен (Николь Кидман), отказывается продолжать работу над картиной, пока не прочитает сценарий, который до сих пор не написан. Гвидо сбегает вместе с Клаудией от папарацци. На тихих улочках Рима между двумя людьми происходит откровенный разговор. Клаудия признаётся в любви Гвидо и уходит от него, отказываясь сниматься в его новых фильмах.
Послушав мольбы Гвидо, Луиза приезжает на просмотр отснятых проб, где видит, что Гвидо ведёт себя с одной девушкой точно так же, как когда-то вёл себя с ней. Всё это время Луиза считала, что это был момент их любви, их первого знакомства, но оказалось, что Гвидо всего лишь делал свою работу. В слезах Луиза говорит мужу, что он истощил её, у неё больше нет сил быть с ним и что она уходит от Гвидо. Наконец Гвидо понимает, что новому фильму не суждено быть. Он просит прощения у съёмочной группы.
Несколько лет спустя Гвидо всё ещё в личностном кризисе, но на это раз он отчётливо понимает, что ему нужно: его жена, его любимая, Луиза, которая вернулась к карьере актрисы и снова завоёвывает высоты, встречается с привлекательным молодым человеком. Тогда Лилли говорит Гвидо, что тот должен вернуться в Рим и начать съёмки фильма. Режиссёр решает снять фильм о мужчине, который проходит через трудные времена и хочет вернуть свою возлюбленную. Рабочее название фильма — «Девять». Незаметно для всех Луиза появляется на съёмочной площадке.

## В ролях
- Дэниел Дэй-Льюис — Гвидо Контини, итальянский режиссёр и сценарист
- Марион Котийяр — Луиза Контини, жена Гвидо
- Пенелопа Крус — Карла, любовница Гвидо
- Николь Кидман — Клаудиа Дженссен, муза Гвидо, тайно влюблённая в него
- Джуди Денч — Лилли, подруга и костюмер на всех фильмах Гвидо
- Софи Лорен — госпожа Контини, покойная мать Гвидо
- Кейт Хадсон — Стефани, журналистка из американского Vogue
- Стэйси Фергюсон — Сарагина, проститутка из детства Гвидо
- Рикки Тоньяцци — Данте, продюсер Гвидо
- Джузеппе Чедерна — Фаусто
- Джузеппе Спилатери — молодой Гвидо
- Андреа Ди Стефано — Бенито
- Елио Германо — Пьерпаоло
- Роберто Нобиле — Жаконелли
- Ремо Ремотти — кардинал

## Саундтрек
Официальный альбом с песнями был выпущен лейблом Geffen Records и поступил в продажу 22 декабря 2009 года.
Саундтрек занял 26-ю строчку в топе Billboard 200, 3-ю позицию Polish Albums Chart и 9-е место в Greek Albums Chart.
Журнал Variety подтвердил, что Мори Йестон, написавший музыку к оригинальной постановке, написал для фильма три новые песни:
1. «Guarda La Luna» (с итал. — «Посмотри на Луну») — колыбельная в исполнении Софи Лорен. Йестон писал песню специально под голос актрисы. Мелодия была основана на Waltz From Nine.
2. «Cinema Italiano» (с итал. — «Итальянское кино») — ретро-композиция, содержащая элементы поп-культуры 1960-х годов, отображающие достижения итальянского кино в мировом кинематографе.
3. «Take It All» (с англ. — «Бери всё!») — первоначально задумывалось, что это будет трио-исполнении для Клуадии, Карлы и Луизы, но перед самыми съёмками решено было заменить на соло-исполнение Луизы[7].

### Песни
1. Overture Delle Donne
2. Guido’s Song — Дэниел Дэй-Льюис
3. A Call From The Vatican — Пенелопа Крус
4. Folies Bergere — Джуди Денч
5. Be Italian — Fergie
6. My Husband Makes Movies — Марион Котийяр
7. Cinema Italiano — Кейт Хадсон
8. Guarda La Luna — Софи Лорен
9. Unusual Way — Николь Кидман
10. Take It All — Марион Котийяр
11. I Can’t Make This Movie — Дэниел Дэй-Льюис
12. Finale
13. Quando Quando Quando — Fergie
14. Io Baci, Tu Baci — The Noisettes
15. Cinema Italiano — Кейт Хадсон (Ron Fair Remix)
16. Unusual Way — Griffith Frank
17. Be Italian (Club Version) — Fergie (Bonus)

Кроме того, в фильме звучит песня «24000 baci» (рус. 24 000 поцелуев) из репертуара итальянского актёра и певца Адриано Челентано.

### Инструментальная музыка
1. Guido Sketches, Pt. 1 (0:47)
2. Driving With Mama (2:05)
3. Gudio Calls Luisa (1:49)
4. Production Office (1:13)
5. Guido Sketches, Pt. 2 (0:53)
6. The Circus (2:43)
7. Driving to Cinecittà (1:02)
8. Carla’s Torment (1:03)
9. Regret (1:46)
10. Fleeing With Claudia (1:08)
11. Luisa Leaves (0:51)

## Кастинг
- Кэтрин Зета-Джонс покинула проект после отказа Роба Маршалла увеличить роль Клаудии Дженсен для актрисы.
- Предполагалось, что роль Гвидо сыграет Хавьер Бардем, но актёр решил взять отпуск на год и отдохнуть от кино. Также Джордж Клуни, Антонио Бандерас и Джонни Депп рассматривались в качестве кандидатур на роль.
- После того, как Кэтрин Зета-Джонс покинула проект, на роль Клаудии пробовались Деми Мур, Жюльет Бинош, Эми Адамс, Гвинет Пэлтроу и Энн Хэтэуэй.
- Предполагалось, что Барбара Стрейзанд исполнит роль Лили.
- Энн Хэтэуэй и Сиенна Миллер пробовались на роль журналистки Стефани.
- Кэти Холмс пробовалась на роль Луизы Контини, но Роб Маршалл решил, что Марион Котийяр будет лучшей кандидатурой.
- Рене Зеллвегер была основной кандидатурой на роль Карлы, любовницы Гвидо.
- Линдси Лохан очень хотела принять участие в съёмках картины, но авторы решили, что она слишком молода для любой из ролей.
- На роль Сарагины пробовалась шведская певица Нина Сёдерквист[англ.], но в итоге эту роль исполнила Ферги[8].

## Места съёмок
Студии:
- Cinecittà Studios (Чинечитта, Рим, Италия)
- Shepperton Studios (Шеппертон, Суррей, Англия)

Локации:
- Ангуйллара-Сабация, Рим, Италия
- Анцио, Рим, Италия
- Камбер Сэндс, Камбер, Восточный Суссекс, Лондон, Великобритания
- Лондон, Великобритания
- Милан, Италия
- Позитано, Салерно, Кампания, Италия
- Рим, Италия
- Сутри, Витербо, Лацио, Италия
- Вэнсфорд, Питерборо, Кембриджшир, Англия
- Ватерлоо, Лондон, Великобритания